# マーク・ハイマン (コメンテーター)
マーク・E・ハイマン（Mark E. Hyman）は、アメリカの政治評論家、元テレビ局幹部。2005年まで、アメリカ国内最大のローカルテレビ局チェーンであるシンクレア・ブロードキャスト・グループの企業関係担当副社長を務めていた。ハイマンは、シンクレアの放送局でローカルニュースの放送中に目に見える存在となり、その多くは、自身がプレゼンターを務め、物議を醸す毎日のテレビ解説『ザ・ポイント（The Point）』で放映された。2010年、ハイマンの解説は、『ビハインド・ザ・ヘッドラインズ・ウィズ・マーク・ハイマン（Behind the Headlines with Mark Hyman）』という番組名で、シンクレアが所有する放送局を選択するために戻ってきた。

## 来歴
1981年にアメリカ合衆国海軍兵学校を卒業し、アメリカ合衆国海軍兵保護区の船長を務めた。ハイマンはシンクレア・ブロードキャスト・グループの副社長兼スポークスマンであり、2000年までワシントンD.C.のロビイストだった。

## 『ザ・ポイント』
2001年から、『ザ・ポイント』と呼ばれる保守的な1分間の論説コーナーを制作し、ローカルニュース番組の最後に同グループの62の放送局の多くで放送された。
同番組は、その政治的解説で知られるようになった。ハイマンは、メディアで認識されているリベラルな偏見、アメリカでの不可知論の台頭、テロリズムなどのトピックについて意見を述べた。2004年のアメリカ大統領選挙期間中、当時現職のジョージ・W・ブッシュを支持し、民主党候補者のジョン・ケリーを批判した。シンクレア・ブロードキャストは、イラクでのアメリカ主導の戦争を支持し、ハイマンは、ネガティブなメディア報道に対抗するためのポジティブな話題を見つけるために、シンクレアのニュースクルーと共にイラクに行った。
2006年11月2日、5年以上毎日2,000回もの解説を経て、ハイマンは4人の子供達ともっと時間を過ごしたいという理由で、同月末に毎日の解説を終了する予定であると発表した。同年11月30日に最後の『ザ・ポイント』が放映された。

## 『ザ・ポイント』終了後
ハイマンは、アメリカン・スペクテイター誌に印刷物とオンラインで保守的な意見を提供し続けている。ハイマンの社説は、2010年12月に『ビハインド・ザ・ヘッドラインズ・ウィズ・マーク・ハイマン（Behind the Headlines with Mark Hyman）』というタイトルで、12のテレビ市場でシンクレアが所有する放送局を選択するために戻ってきた。
ハイマンは、後に非癌性であることが判明した脳腫瘍のため、2018年に『ビハインド・ザ・ヘッドラインズ』から引退した。
2019年10月、アメリカの歴史における様々なスキャンダルについての本を執筆した「ワシントン・バビロン:ジョージ・ワシントンからドナルド・トランプまで、国を揺るがしたスキャンダル（Washington Babylon: From George Washington to Donald Trump, Scandals that Rocked the Nation）」が出版された。